# Christoph Häuser

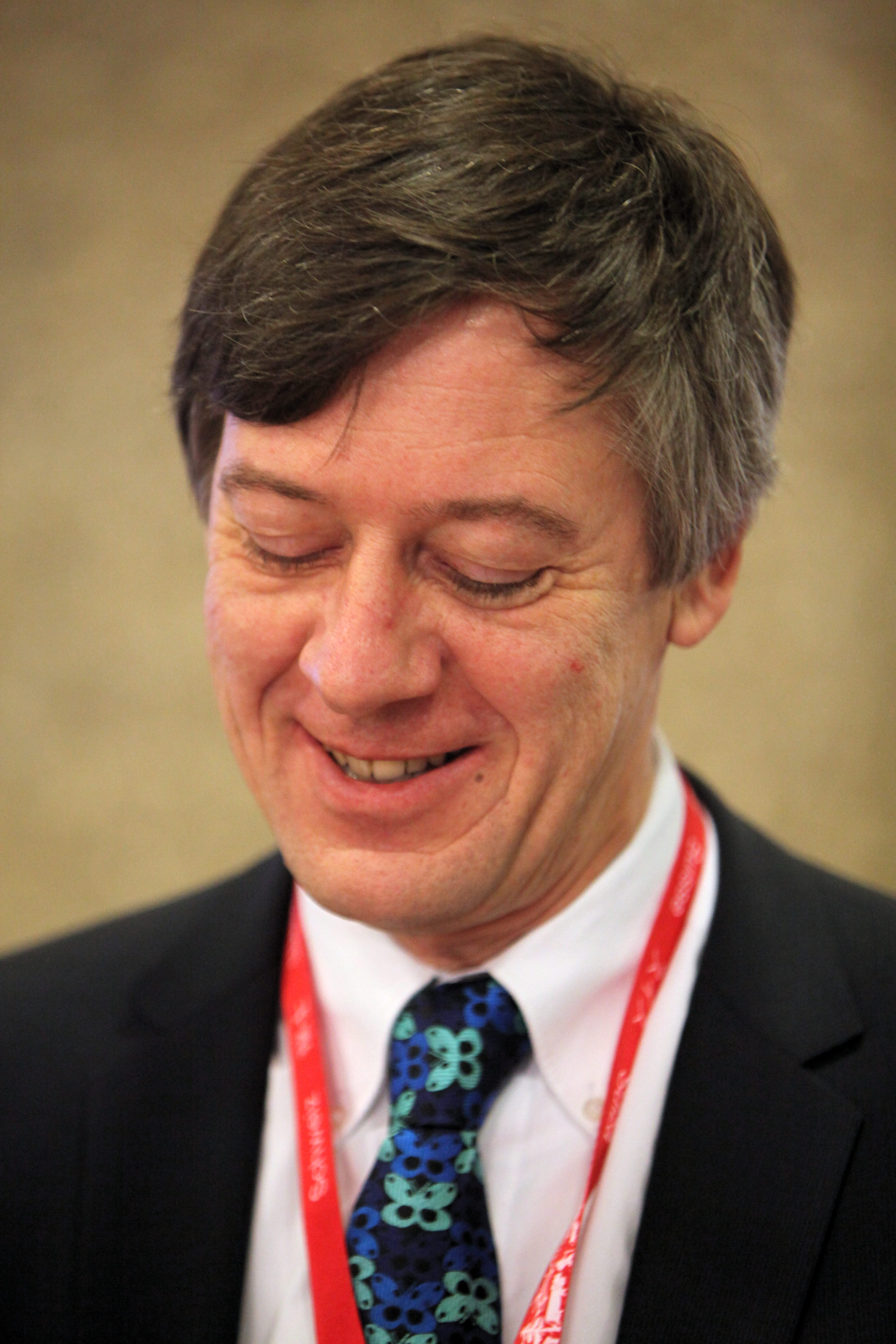
Christoph Häuser (2014)

Christoph L. Häuser (* 29. März 1959) ist ein deutscher Biologe und am Museum für Naturkunde Berlin, Leibniz-Institut für Evolutions- und Biodiversitätsforschung, Koordinator für internationale Zusammenarbeit und Forschungspolitik sowie Stellvertreter des Generaldirektors.
Häuser ist promovierter Biologe, Vorsitzender von CETAF und leitet den nationalen GBIF-Knoten für Insekten. Er ist Vorsitzender der deutschen Sektion von Diversitas.
Seine Dissertationsschrift aus dem Jahre 1990 an der Albert-Ludwigs-Universität Freiburg trug den Titel Vergleichende Untersuchungen zur Morphologie, systematischen Bedeutung und Phylogenese der weiblichen Genitalorgane der Lepidoptera (Insecta).
Er ist unter anderem zusammen mit Anja Cieslak Erstbeschreiber der Nachtfalter-Arten Asura violacea (aus Westkenia) und Asura amaniensis (aus Nordosttansania) aus der Unterfamilie der Bärenspinner.

## Publikationen (Auswahl)
- Anja Cieslak, Christoph L. Häuser: Zwei neue Arten der Gattung Asura Walker, 1854 aus Ostafrika (Lepidoptera: Arctiidae, Lithosiinae). In: Nachrichten des Entomologischen Vereins Apollo. N.F. 27 (4), 2006, S. 215–220 (PDF).
- Digital imaging of biological type specimens: a manual of best practice. Results from a study of the European Network for Biodiversity Information. Staatliches Museum für Naturkunde, Stuttgart 2005, ISBN 3-00-017240-8.
- Walter G. Berendsohn, Christoph L. Häuser, Karl-Heinz Lampe: Biodiversitätsinformatik in Deutschland: Bestandsaufnahme und Perspektiven. Zoologisches Forschungsinstitut und Museum Alexander Koenig, Bonn 2000, ISBN 3-925382-49-6.